# Gare de Shin-Matsuda
La gare de Shin-Matsuda (新松田駅, Shin-Matsuda-eki) est une gare ferroviaire du bourg de Matsuda, dans la préfecture de Kanagawa au Japon. Elle est gérée par la compagnie Odakyū.

## Historique
La gare a été ouverte le 1er avril 1927.

## Service des voyageurs

### Accueil
La gare dispose d'un bâtiment voyageurs, avec guichets, ouvert tous les jours.

### Desserte
- Ligne Odawara :
  - voies 1 et 2 : direction Odawara et Hakone-Yumoto
  - voies 3 et 4 : direction Sagami-Ōno, Yoyogi-Uehara et Shinjuku

### Intermodalité
La gare de Matsuda de la compagnie JR Central est située à proximité.